# Charles Barbier

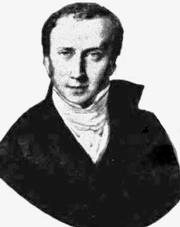

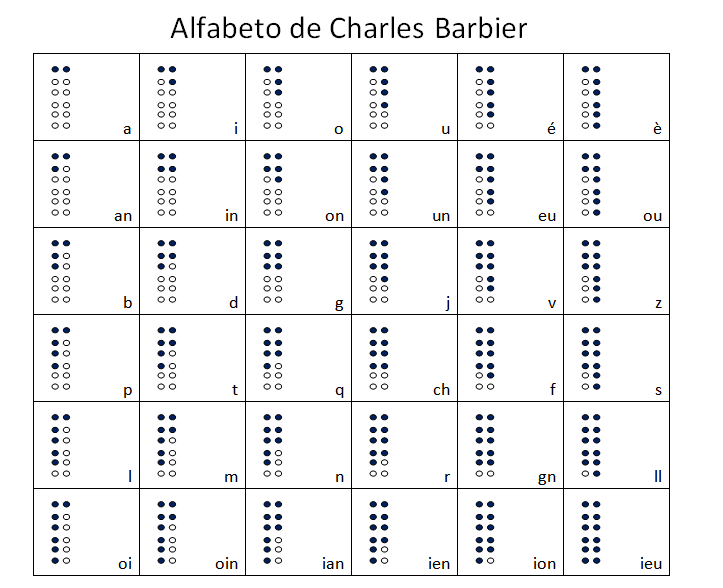
Nachtschrift van Charles Barbier

Charles Barbier de la Serre (Valenciennes, 18 mei 1767 - 29 april 1841) was een Franse legerkapitein die gespecialiseerd was in cryptografie en stenografie. Hij ontwikkelde op verzoek van Napoleon een nachtschrift ("Ecriture Nocturne") op basis van de tast, om militaire boodschappen door te geven die 's nachts op het slagveld zonder geluid of licht gelezen zouden kunnen worden. Dat systeem bestond uit puntjes die vanaf de achterkant in papier geprikt konden worden en vanaf de voorkant gelezen konden worden. De puntjes van elke letter of lettercombinatie stonden in een matrix van 2 bij 6 puntjes.

## Brailleschrift
Barbier de la Serre ontwikkelde op verzoek van Napoleon een nachtschrift ("Ecriture Nocturne") op basis van de tast. Deze diende om militaire boodschappen door te geven die 's nachts op het slagveld zonder geluid of licht gelezen zouden kunnen worden. Dat systeem bestond uit puntjes die vanaf de achterkant in papier geprikt konden worden en vanaf de voorkant gelezen konden worden. De puntjes van elke letter of lettercombinatie stonden in een matrix van 2 bij 6 puntjes.
Het nachtschrift werd echter geen succes door de moeilijkheid van ontcijferen. Op verzoek van de Académie des sciences gaf hij in 1821 een presentatie van zijn systeem op een school voor blinden, en daarbij was de toen elfjarige Louis Braille een toehoorder. Hij verfijnde de techniek en verminderde het aantal puntjes tot een matrix van 2 bij 3 puntjes, wat veel bruikbaarder bleek. Zo ontstond het Brailleschrift.